# Jaciment arqueològic de la Vinya del Catxo
La Vinya del Catxo o Vinya a prop de la Piscina és un jaciment arqueològic que es troba a Vilafranca del Penedès inclòs a l'Inventari del Patrimoni Arqueològic i Paleontològic de Catalunya.
Es situa en unes vinyes on s'han trobat restes pertanyents al Paleolític inferior, al Neolític i al Calcolític, interpretats com a tallers de sílex. Les ocupacions del Paleolític inferior queden documentades per la presència d'indústria lítica de tipus mosterià.
Del conjunt Neolític recuperat destaquen les següents peces: una rascadora transversal sobre ascla (Vct-1), una rascadora amb denticulats (Vct-3), una punta sobre ascla, una ascla cortical retocada (Vct-2), denticulats (Vct-4) i un nucli centrípet (Vct-6).
D'altra banda s'han recollit 8 nuclis, 32 còdols (sílex, quars i quarisita), 1 pedra de fusell (Vct-7) i dues destrals piquetejades.
En general doncs, exeptuant la presència de polimentats, estem davant una indústria típicament mosteriana, i que com tret comú té, en aquest cas, el dels talons plans.